# Fontaine-lès-Boulans
Fontaine-lès-Boulans is een gemeente in het Franse departement Pas-de-Calais (regio Hauts-de-France) en telt 87 inwoners (2009). De plaats maakt deel uit van het arrondissement Arras.

## Geografie
De oppervlakte van Fontaine-lès-Boulans bedraagt 5,8 km², de bevolkingsdichtheid is dus 15 inwoners per km².
De onderstaande kaart toont de ligging van Fontaine-lès-Boulans met de belangrijkste infrastructuur en aangrenzende gemeenten.

## Demografie
Onderstaande figuur toont het verloop van het inwonertal (bron: INSEE-tellingen).